# جرد سولینگر
جرد سولینگر (انگلیسی: Jared Sullinger؛ زادهٔ ۴ مارس ۱۹۹۲) بازیکن بسکتبال اهل ایالات متحده آمریکا است.

## حرفه
از باشگاه‌هایی که در آن بازی کرده‌است می‌توان به بوستون سلتیکس اشاره کرد.